# Torsionsversuch

Belastung der einseitig eingespannten Probe durch ein Torsionsmoment

Der Torsionsversuch ist ein Verfahren in der Werkstoffprüfung. Er wird zum Prüfen von Werkstoffen für z. B. Wellen, Rohre oder Draht sowie zur Beurteilung des Zähigkeitsverhaltens von Werkzeugstählen herangezogen.
Spannt man eine stabförmige Probe an einem Ende fest und lässt am anderen Ende ein Kräftepaar in einer Ebene senkrecht zu Stabsachse angreifen, so entsteht ein Torsionsmoment. Das Verdrehen führt zu einer mit dem Abstand von der Einspannstelle zunehmenden Verschiebung, wobei die zur Stabsachse parallelen Linien in Schraubenlinien übergehen.